# Stechow-Ferchesar
Stechow-Ferchesar è un comune di 897 abitanti del Brandeburgo, in Germania.

Appartiene al circondario della Havelland ed è amministrato dall'Amt Nennhausen.

## Geografia antropica
Il comune di Stechow-Ferchesar è suddiviso nelle due frazioni (Ortsteil) di Ferchesar e Stechow.